# 奧比季奇納河
奧比季奇納河（烏克蘭語：Обитічна），是烏克蘭的河流，位於該國東南部，流經扎波羅熱州，發源自亞速高地南坡斯米爾諾韋以西，最終注入奧比季奇納灣，河道全長100公里，流域面積1,430平方公里。